# Camille (album)
 For alternative betydninger, se Camille. (Se også artikler, som begynder med Camille)
Camille er det femte studiealbum af den danske sangerinde og sangskriver Camille Jones. Det udkom den 5. februar 2016 på disco:wax.
I 2012 udsendte Camille Jones de to dansksprogede singler, "Tro, håb & kærlighed" og "Midnat i mit liv", som forløber for en EP. Ugen før EP'ens udgivelse ombestemte Camille Jones sig, da hun ikke var tilfreds med resultatet. I stedet begyndte hun at arbejde på en engelsksproget udgivelse, og den 26. august 2013 udkom singlen "Waiting". Den 26. januar 2015 udkom singlen "All That Matters". Sangen skrev hun mens hun var gravid med sønnen Eddie Bo, der blev født i oktober 2014. Efterfølgende har Camille Jones udtalt om sangen: "Det er et nummer, som handler om at træffe nogle beslutninger og om det, der er ved at ske, den rejse jeg forestillede mig, det ville blive. Af gode grunde vidste jeg ikke, hvordan rejsen ville ende, men hold da op hvor det falder på plads, når jeg hører nummeret her bagefter." Albummets egentlige førstesingle, "Better Way" udkom den 5. februar 2016, og handler ifølge Camille Jones om "at være rastløs og ensom, mens man hungrer efter kærlighed og opmærksomhed".
Musikalsk har Camille Jones søgt tilbage til pop- og soulmusikken, modsat hendes forrige house-prægede album Did I Say I Love You (2011). Camille Jones har tidligere følt sig begrænset som sangskriver i club-musikken, og har derfor vendt tilbage til popmusikken: "Jeg elsker pop, fordi det er her, det nye i musikken ofte sker først, og fordi det er her, det gode beat og den stærke melodi er mest til stede."

## Spor
| #   | Titel               | Tekst                           | Musik                          | Producer(e)                                   | Længde |
| --- | ------------------- | ------------------------------- | ------------------------------ | --------------------------------------------- | ------ |
| 1.  | "Better Way"        | Camille Jones, Rune Borup       | Jones, Borup                   | Nichlas Malling, Viktor Hagner, Rune Borup[a] | 3:10   |
| 2.  | "Complete"          | Jones, Borup, Engelina Andrina  | Jones, Borup                   | Malling, Hagner, Borup[a]                     | 3:13   |
| 3.  | "Waiting"           | Jones                           | Jones                          | Malling, Hagner, Borup[a]                     | 4:11   |
| 4.  | "Playing with Fire" | Jones, Borup                    | Jones, Borup                   | Malling, Hagner, Borup[a]                     | 3:45   |
| 5.  | "About Us"          | Jones, Borup                    | Jones, Borup                   | Malling, Hagner, Borup[a]                     | 3:29   |
| 6.  | "One"               | Jones, Borup                    | Jones, Borup                   | Malling, Hagner, Borup[a]                     | 4:03   |
| 7.  | "Runaway"           | Jones, Borup                    | Jones, Borup                   | Malling, Hagner, Borup[a]                     | 3:13   |
| 8.  | "End of the Line"   | Borup                           | Borup                          | Malling, Hagner, Borup[a]                     | 3:32   |
| 9.  | "All In"            | Jones, Clara Sofie Fabricius    | Malling, Hagner, Julie Aagaard | Malling, Hagner, Fabricius                    | 2:57   |
| 10. | "All That Matters"  | Jones, Borup, Caspar Hesselager | Jones, Borup                   | Hesselager, Borup[a]                          | 4:02   |

Noter
- ↑[a] angiver vokal producer